# タカヤマトシアキ
タカヤマトシアキは、日本のイラストレーター、キャラクターデザイナー。千葉県出身、男性。多くのカードゲームでメイン・パッケージイラストを手掛ける。イラストの幅は大変広く、華奢な女性、筋骨隆々な男性、クリーチャーやメカニック、リアル系、可愛いモンスターまで描き出す。

## 略歴
日本デザイン専門学校/スーパーリアルイラスト専攻卒業後、デザイン会社に就職。エアブラシを使いスニッカーズや食品パッケージを描いていた。フリーに転身後、デジタルへ移行。バンダイ『ドラゴンドライブ』のカードイラスト/アニメ・ドラゴン原案に関ったことがきっかけとなり、玩具・ゲームのイラストを手掛けるようになる。カードゲームのメインクリーチャー、メイン武将を手掛けることが多い。
- 第3回 電撃ゲームイラスト大賞（現在の電撃大賞）メカ部門銀賞
- 2009年 アメリカ Spectrum 16: The Best in Contemporary Fantastic Art 掲載
- CGHUB Master Artist

## 人物・エピソード
- イラストは下絵（ラフ）を描いた後に線画は描かず、塗りながら仕上げていく。手順を省くことで仕事の効率を図っているとのこと。描画ソフトはPainter、鉛筆ツール（紙目鉛筆/塗り潰し5）を使用。
- デザイン会社を退社後、フリーへ転身したものの6年間イラストの仕事が全く無く深夜コンビニアルバイトとプールの監視員をしていた。100円の餃子を3日に分けて食べるなど、貧乏であった。
- ドラゴンドライブ初期の頃はアナログでイラストを仕上げていた。同作品を通してドラゴンを200体以上デザインし、ドラゴンを描くイラストレーターと印象付ける。
- 劇場版デュエル・マスターズでは2005年度公開「闇の城の魔龍凰」2009年度公開「黒月の神帝」共に主人公の使用するドラゴンクリーチャーをデザインした。
- USTREAM、ニコニコ動画でイラスト制作配信を行うことがあり、話が流暢なため「タカヤマラジオ」と呼ばれている。
- カップ焼きそばが好きらしくツイッター、描画配信で「ペヤングソムリエ」を名乗る。やきそばの湯切りは2分が適度としながらも、カップ麺を食べる際は1時間近く放置する「倍増拳」を使う。
- お笑いのスギちゃんに似ており、自身も学生時はジャケットの袖を自ら引き裂き同様の服装をしていた。
- エイベックス所属（maximum10）のスクリーモバンド・FACT（ファクト）のドラム担当Eijiは従兄弟。また叔父に彫刻家がいる。

## 作品

### アニメ
- ドラゴンドライブ（ドラゴン原案）
- フューチャーカード バディファイト(一部のモンスターデザイン)
- ライブオン（ブラッシュ、プライマリー等/一部のモンスター原案）

### ゲーム
- PROJECT SYLPHEED（Xbox 360/コスチュームデザイン）
- ネバーデッド（PS3/Xbox 360/パッケージ・プロモーション用イラスト）
- アルノサージュ～生まれいずる星へ祈る詩～（ひかりのこころ、第七世界神示 デザイン）
- 蒼き革命のヴァルキュリア（PS4/キャラクターデザイン）

### アーケードゲーム
- ホーンテッドミュージアム（筺体用イラスト）
- LORD of VERMILION
- 三国志大戦
- 戦国大戦
- 悠久の車輪

### オンラインゲーム
- SOULALIVE ONLINE（キャラクター/衣装デザイン）
- DiosKuroi ディオスクロイ（キャラクターデザイン）
- アルテイルII
- 戦国IXA

### ソーシャルゲーム
- 神撃のバハムート
- 不良道ギャングロード
- Lord Of knights
- 神獄のヴァルハラゲート
- 天空のクリスタニア
- 大戦乱!!三国志バトル
- 戦国SAGA
- period zero-ピリオドゼロ-（カードゲーム）
- 3594's （三国志シューティング/iPhone）

### カードゲーム
- ドラゴンドライブ
- デュエル・マスターズ
- バトルスピリッツ
- サイバーワン
- カードファイト!! ヴァンガード
- フューチャーカード バディファイト
- ラストクロニクル
- ドレッドノート
- ライブオン
- ディメンション・ゼロ
- レンジャーズストライク
- グレンラガンカードゲーム
- モンスターハンターハンティングカード
- 牙-KIBA-
- ウズマジン

### 食品・食玩
- スニッカーズ
- ブルガリアヨーグルトアイス（パッケージ）
- 神宝大戦テオスマキア

### 出版関係

#### 著書
- カード絵師の仕事 ドラゴンとメカのデザインからキャラクターデザインまで 2014年 ホビージャパン ISBN 9784798608082 - 画集&技法書
- タカヤマトシアキ ART WORKS 2017年 玄光社 ISBN 9784768308219
- 明日から絵描きで生きたい僕が身につけるべきは画力だけでなく××力だった 2020年 玄光社 ISBN 9784768313404 - アンソロジー
- タカヤマトシアキ画集 幻想光臨 2022年 玄光社 ISBN 9784768316252

#### その他
- 丸楠早逸『怒矮夫風雲録 闇の覇者』2008年 ソフトバンククリエイティブ（挿絵）[1]
- 碌星らせん『黄昏のブッシャリオン』2017年 カドカワBOOKS（挿絵）ISBN 978-4040723679
- ずくなしひまたろう『白の魔王と黒の英雄』2019年〜 講談社（挿絵）[2]
- ポプラ社 三国志群雄ビジュアル大百科
- ポプラ社 戦国武将群雄ビジュアル百科
- 小学館 デュエル・マスターズ 公式レジェンドブック（メイキング公開）
- コミックマーケット104カタログ（表紙イラスト）